# Щурек, Лукаш
Лукаш Щурек (пол. Łukasz Szczurek; род. 1 апреля 1988, Санок, Кросненское воеводство) — польский биатлонист, участник зимних Олимпийских игр в Ванкувере и Сочи. Член мужской сборной Польши по биатлону.

## Биография
На крупных соревнованиях дебютировал в 2004 году. В 2007 году Щурек выиграл индивидуальную гонку на Чемпионате мира среди юниоров в итальянском Валь-Мартелло. Годом ранее он становился серебряным призёром на юниорском первенстве планеты на аналогичной дистанции.
За основную сборную Польши на этапах Кубка мира дебютировал в сезоне 2007/2008. С тех пор Щурек продолжает выступать за неё. Наивысший результат в личных гонках на этапах Кубка мира был показан спортсменом в сезоне 2009/2010. Тогда он занял 28-е место в индивидуальной гонке на в итальянской Антерсельве.

### Участие в Олимпийских играх
| Год  | Место проведения | Спринт | Гонка преследования | Индивидуальная гонка | Масс-старт | Эстафета | Смешанная эстафета |
| ---- | ---------------- | ------ | ------------------- | -------------------- | ---------- | -------- | ------------------ |
| 2010 | Ванкувер         | 85     | —                   | 59                   | —          | —        | —                  |
| 2014 | Сочи             | 77     | —                   | 51                   | —          | LPD      | —                  |

## Чемпионат Мира
| Год  | Место проведение     | Konkurencje | Konkurencje | Konkurencje | Konkurencje | Konkurencje | Konkurencje |
| Год  | Место проведение     | Инди        | Сп          | Пр          | Маст        | Эс          | Смэ         |
| ---- | -------------------- | ----------- | ----------- | ----------- | ----------- | ----------- | ----------- |
| 2008 | Östersund            | –           | –           | –           | –           | 17.         | –           |
| 2009 | Pjongczang           | –           | –           | –           | –           | 13.         | –           |
| 2010 | Chanty-Mansyjsk      | nd.         | nd.         | nd.         | nd.         | nd.         | –           |
| 2011 | Chanty-Mansyjsk      | 72.         | 93.         | –           | –           | 21.         | –           |
| 2012 | Ruhpolding           | 79.         | 85.         | –           | –           | 22.         | –           |
| 2013 | Nové Město na Moravě | 41.         | 83.         | –           | –           | 27.         | 9.          |
| 2015 | Kontiolahti          | 46.         | 63.         | –           | –           | 20.         | 14.         |
| 2016 | Oslo                 | 78.         | 76.         | –           | –           | 21.         | 20.         |
| 2017 | Hochfilzen           | 57.         | 72.         | –           | –           | 24.         | 23          |

## Общий зачёт кубка мира по биатлону
2009/10 — 99-е место (13 очков)
- 2010/11 — 98-е место (12 очков)
- 2019/20 —